# Fejérváry Géza
Báró komlóskeresztesi Fejérváry Géza (Josefstadt , Csehország, 1833. március 15. – Bécs, 1914. április 25.) magyar nemes, katonatiszt és politikus, 1884 és 1903 között honvédelmi miniszter, 1905–1906-ban Magyarország miniszterelnöke.

## Élete
A római katolikus nemesi származású Fejérváry család sarja. Apja komlóskeresztesi Fejérváry József (1797–1859), királyi altábornagy, anyja Paulich Antónia (1806—1874). Az anyai nagyapja, ifjabb nemes Paulich Ferenc császári és királyi ezredes volt.
A bécsújhelyi katonai akadémián végzett. 1851-től hadnagy. 1859-ben mint vezérkari kapitány részt vett a solferinói ütközetben. 1862-ben osztrák, 1875. augusztus 17-én I. Ferenc József magyar királytól magyar bárói rangot kapott. 1864-ben újból a harctéren küzdött, ezúttal a dánok ellen harcolt a schleswig-holsteini háborúban. 1865-től őrnagy és Ferenc József császár szárnysegédje. Részt vett az 1866-os porosz háborúban. 1868-ban alezredes lett a monarchia hadseregében, majd a magyar honvédségbe ment át. Itt államtitkár, 1884. október 28-ától 1903. június 27-éig honvédelmi miniszter, majd a magyar királyi darabont testőrség kapitánya.
1886-ban Budapest I. kerülete juttatta a parlamentbe egy időközi választáson, amit az 1887-es választásokon megismételt. Az 1892-es választásokon szintén képviselői mandátumot nyert, amit azonban az ellenzék megtámadott, mire arról lemondott, és az alsóházból átült az érdemei elismeréséül még korábban kapott felsőházi székébe. A soros, 1896-os választásokon aztán újból indult, ezúttal Temesváron, amit megnyert, így újra a képviselőház tagja lett. 1900-ban súlyosan megbetegedett, amiből szerencsésen felgyógyult, de az 1901-es választásokon nem indult, helyette újra a felsőházban foglalta el székét, melynek haláláig tagja maradt.
Magyarországon ő kapta a legtöbb kitüntetést az uralkodótól.

### Miniszterelnöksége
Miután Tisza István addig példátlan politizálási módszerei „Szövetkezett ellenzék” néven egységfrontba tömörítették a „48-as” (a kiegyezést különböző mértékben, de elutasító) parlamenti ellenzéket, ami meg is nyerte az 1905-ös választásokat, a király felségjogaival élve az eredmény negligálásával előbb meghagyta Tiszát és minisztereit ügyvezető kabinetnek, majd 1905. június 18-án Fejérváryt nevezte ki miniszterelnökké. A döntés súlyos belpolitikai válságba sodorta a Magyar Királyságot. A Szövetkezett ellenzék pártjai élesen támadták Fejérváry ún. „darabont” kormányát, azt alkotmányellenesnek nevezve, illetve választóikat adó- és újoncmegtagadásra szólították fel. Az ilyetén módon megszervezett „nemzeti ellenállás” teljesen lebénította a kabinetet.
Egyebek mellett (a „vörös péntek” hatására, ahol a szociáldemokraták százezres tüntetést szerveztek az általános és titkos választójog azonnali bevezetését követelve) Fejérváryék még az általános választójog bevezetését is kilátásba helyezték a koalíció és a közvélemény megpuhítására, de mind ez, mind más próbálkozásaik rendre elbuktak. Miután a koalícióba tömörült pártok vezetősége a háttértárgyalások során fokozatosan feladta követeléseit, az ő közvetítésével létrejött a megegyezés köztük és az uralkodó között. Ezt követően 1906. április 8-án kormányával együtt lemondott, helyét Wekerle Sándor, a koalíció miniszterelnök-jelöltje vette át, valamint kiírták az 1906-os választásokat.

### Későbbi pályafutása
Lemondása után ismét elfoglalta a királyi darabont-testőrség kapitányi állását. Haláláig aktív maradt a felsőházban; 81 éves korában, Bécsben érte a halál.

## Házassága és leszármazottjai
Feleségül vette üszögi és mozsgói Biedermann Saroltát (1844–1924), több gyermekük is született:
- Gizella (1863. október 22. – 1943. január 5.), férje: báró Gerliczy Ferenc (1859–1914)
- Imre (1866. február 20. – 1952. december 5.), Baranya vármegye és Pécs város főispánja, felesége: Szilassy Laura Paulina Erzsébet (1874–1929), az ő fiuk volt Fejérváry Géza Gyula herpetológus[1]
- Olga (1867–1933), férje: gróf Burián István (1855–1922) kosztrák-magyar közös pénz- és külügyügyminiszter
- Irma (1869. május 10. – 1950. augusztus 3.), férje: gróf Kornis Károly (1869–1918)[7]

## Emlékezete
- Pécsett laktanyát és utcát neveztek el róla (1885–1946).[1]
- A 32-es baka vagyok én című katonadal is megörökíti: „Fejérváry Géza báró alatt nyerített a Ráró”[8]
- Müller József: Fejérváry induló